# Неледино (Нижегородская область)
Неле́дино — село в Шатковском районе Нижегородской области России. Входит в состав Костянского сельсовета.

## География
Село находится в юго-восточной части Нижегородской области, в зоне хвойно-широколиственных лесов, вблизи истока реки Малая Якшенка, к востоку от автодороги 22К-0068, на расстоянии приблизительно 28 км (по прямой) к северо-востоку от рабочего посёлка Шатки, административного центра района. Абсолютная высота — 148 м над уровнем моря.
Климат
Климат характеризуется как умеренно континентальный, с коротким умеренно тёплым летом и холодной продолжительной зимой. Среднегодовая температура — 3,6 °C. Средняя температура воздуха самого тёплого месяца (июля) — 18,8 °C; самого холодного (января) — −12,4 °C (абсолютный минимум — −44 °C). Среднегодовое количество атмосферных осадков составляет 430 мм, из которых 281 мм выпадает в период с апреля по октябрь. Устойчивый снежный покров устанавливается в третьей декаде ноября и держится около 154 дней.
Часовой пояс
Село Неледино, как и вся Нижегородская область, находится в часовой зоне МСК (московское время). Смещение применяемого времени относительно UTC составляет +3:00.

## Население
| 2002 | 2010 |
| ---- | ---- |
| 161  | ↘111 |

Национальный состав
Согласно результатам переписи 2002 года, в национальной структуре населения русские составляли 92 %.

## Известные уроженцы
- Орлов, Иван Иванович (1861—1928) — русский и советский изобретатель в области полиграфического производства.